# Chorley FC
Chorley Football Club is een Engelse voetbalclub uit Chorley, Lancashire. De club werd opgericht in 1875 als rugbyclub, maar ging in 1883 verder als voetbalclub. Ze komen uit in de National League North, het zesde niveau van het Engels voetbal. 
De club bereikte eenmaal (2020/21) de vierde ronde van de FA Cup, en eenmaal de halve finale van de FA Trophy in het seizoen 1995/96.
In het seizoen 2013/14 werd de club kampioen van de Premier Division, de hoogste divisie van de Northern Premier League, waardoor het in het seizoen 2014/15 uitkwam in de National League North. In 2019 promoveerde de club via play-offs naar de National League. Het avontuur op het hoogste niveau van het non-league voetbal duurde echter slechts één seizoen, de ploeg eindigde onderaan en degradeerde.  

## Geschiedenis

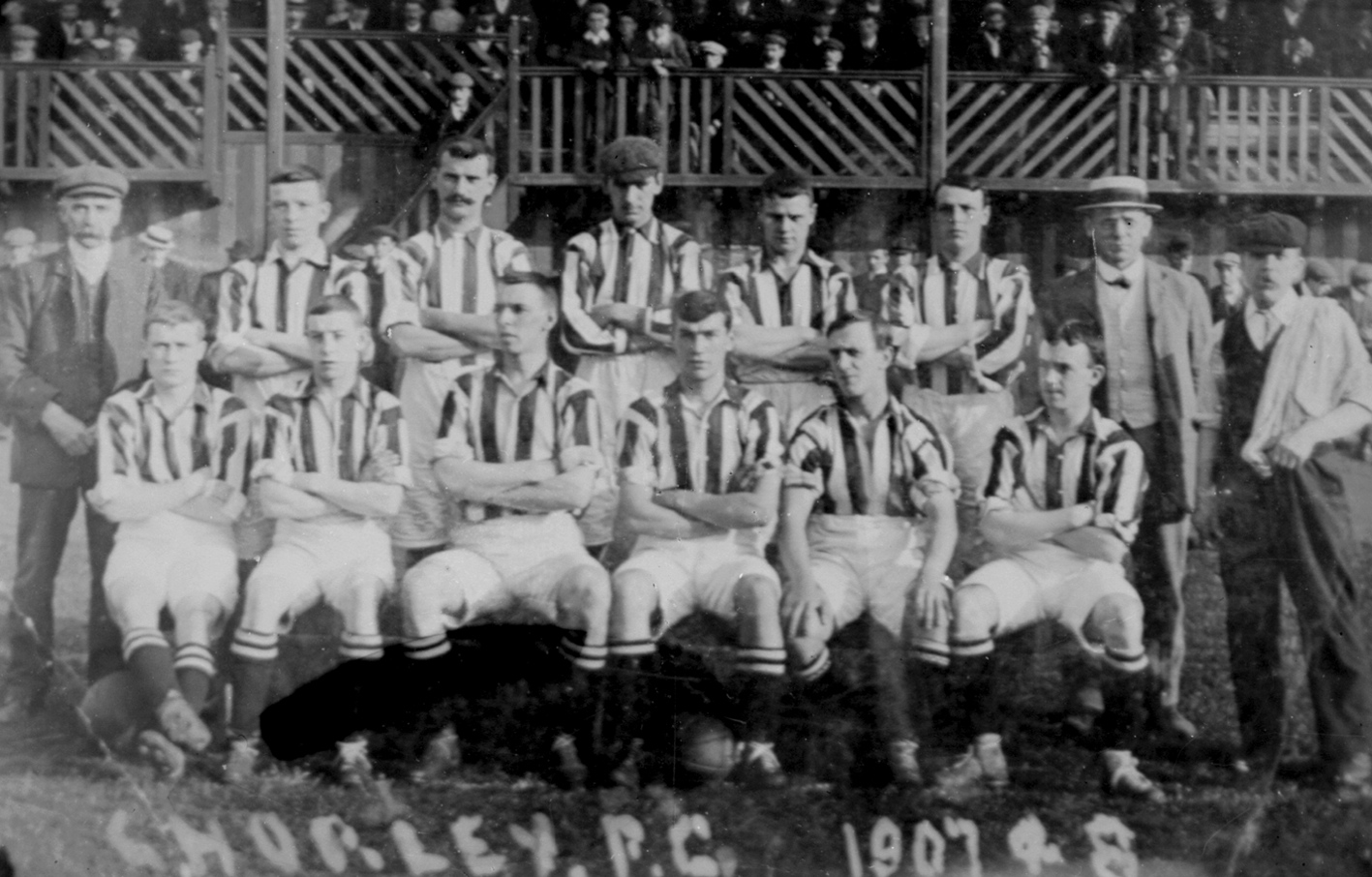
Het elftal van Chorley Football Club in 1907.

### Beginjaren
Chorley Football Club werd opgericht in 1875 als rugbyclub, maar ging in 1883 verder als voetbalclub. Na een aantal jaar vriendschappelijke wedstrijden gespeeld te hebben, sloot de ploeg zich in 1889 aan bij de Lancashire Junior League. Na in verscheidene regionale competities uitgekomen te zijn, was de ploeg in 1968 mede-oprichtes van de Northern Premier League. In 1988 werd promotie naar de Football Conference, het vijfde niveau, afgedwongen. Ze zouden het uiteindelijk twee seizoenen volhouden alvorens terug te degraderen. Na die korte periode op het vijfde niveau gleed Chorley langzaam af in de Engelse voetbalpyramide en flirtte het enkele malen met degradatie naar de North West Counties League. In 2010 was er een verandering op komst, met de aanstelling van Garry Flitcroft als nieuwe coach.
Chorley speelde op het moment van de aanstelling van Flitcroft in Division One North van de Northern Premier League (achtste niveau) en was het voorgaande seizoen op een zestiende plaats geeindigd. Flitcroft, als speler in de Premier League actief met Manchester City, kwam over van competitiegenoot Leigh Genesis FC. Onder zijn leiding promoveerde Chorley tweemaal, waardoor het in het seizoen 2014/15 in de Conference North uitkwam. Dat seizoen plaatste de ploeg zich voor de play-offs om promotie, maar werd het in de finalewedstrijd verslagen door Guiseley AFC. Aan het einde van het seizoen nam Flitcroft afscheid van de ploeg. 

### Recente jaren
Flitcroft werd opgevolgd door Matt Jansen, zijn voormalige ploeggenoot bij Blackburn Rovers. Hij leidde Chorley naar de achtste plaats in de National League North in zijn eerste seizoen, voordat hij de play-off-finale bereikte in 2016/17, waarin Chorley nipt verloor van FC Halifax Town. Aan het einde van het seizoen 2017/18 nam Jansen afscheid van Chorley, nadat de ploeg in de halve finales van de play-offs was uitgeschakeld door Harrogate Town. Een dag later werd assistent-trainer Jamie Vermiglio gepromoveerd tot eindverantwoordelijke. Onder zijn leiding was de club wel succesvol in de play-offs. In de finale won Chorley na strafschoppen van Spennymoor Town en dwong het promotie af naar de National League. Het was voor de club een terugkeer op het vijfde niveau sinds degradatie uit de Football Conference in 1990.
In mei 2019 bracht voorzitter Ken Wright naar buiten dat Chorley zou blijven functioneren op parttimebasis, ondanks dat het merendeel van de clubs uit de National League op professionele basis opereerde. Het niveauverschil bleek uiteindelijk te groot. Chorley won slechts vier van haar achtendertig wedstrijden dat seizoen en eindigde onderaan. 
In de eerste ronde van de FA Cup 2020/21 versloegen ze als zesdeklasser Wigan Athletic uit de League One. In de tweede ronde versloegen ze een ander League One-team, Peterborough United. Chorley stroomde door naar de derde ronde waar het tweedeklasser Derby County met 2-0 versloeg en werd vervolgens voor de vierde ronde gekoppeld aan Premier League-club Wolverhampton Wanderers. Deze wedstrijd werd thuis met 0-1 verloren, waarmee het bekeravontuur ten einde kwam.